# Savannah Steyn
Savannah Steyn (Londres, Anglaterra, 1996) és una actriu anglesa. El 2021 va protagonitzar la sèrie de Sky One Intergalactic.

## Biografia
Steyn va néixer al districte sud de Londres de Wandsworth. És d'origen sud-africà. Va assistir a la BRIT School abans de graduar-se a la Guildhall School of Music and Drama.
Va fer el seu debut televisiu com a Kaylah a la tercera sèrie del drama criminal de Sky Atlantic i de Canal+ The Tunnel. Després va interpretar a Chantal a la comèdia de situació curta de la BBC Three Wannabe. També va fer una aparició com a convidada a la sèrie de Sky One A Discovery of Witches i va protagonitzar el curt Ladies Day per Shortflix.
Steyn va interpretar a Lisa a la pel·lícula de terror Crawl del 2019. El 2021, Steyn va interpretar Ash Harper a la sèrie de ciència-ficció Intergalactic, també a Sky One. L'any següent, va interpretar a la jove Laena Velaryon en un episodi de la sèrie de fantasia de HBO House of the Dragon, una preqüela de Game of Thrones. L'octubre de 2022, es va rumorejar que Steyn interpretaria a la jove Ahsoka Tano (interpretada per Rosario Dawson d'adulta) en la sèrie de Disney+ Ahsoka basada en el personatge de La Guerra de les Galàxies.